# LT-34
LT-34（1934年型軽戦車、チェコスロバキア軍名称 Lehký tank vzor 34、LT vz. 34、LTvz.34）は、チェコのČKD（Českomoravská Kolben Daněk、チェスコモラスカー コーベン ダニック、略称：チェーカーデー、チェコダ）社が、第二次世界大戦前に開発・製造した、軽戦車である。
「Lehký tank」（レヒキー・タンク）はチェコ語で「軽戦車」を意味する。
全51輌製造（プロトタイプ1輌＋量産試作車6輌＋量産車44輌）。

## 概要

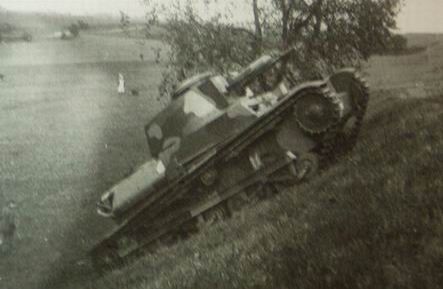
LT vz. 34（1935年）

無砲塔形式であるvz.33豆戦車のプロトタイプに不満を抱いていたチェコ陸軍は、この豆戦車のシャーシを改造して旋回砲塔を搭載するよりも、新たに一から軽戦車を設計する方が簡単だと考えた。
チェコが1930年に製造ライセンスを購入した、カーデン・ロイド Mk.VI 豆戦車のそれを基に、拡大・改良することで、ČKD社（≒プラガ社）によって開発されたのが、試作名称「P-II」こと「LT vz. 34 軽戦車」である。「P-II」の「II」は、チェコスロバキア軍における初期の戦車の分類である、カテゴリーII（軽戦車）を、「P」は「Praga＝プラガ社」を、表す。
新型軽戦車のガーダービーム付のリーフスプリングボギー方式のサスペンションも、カーデン・ロイド Mk.VI 豆戦車のそれを基に、拡大・改良したものであった。
1931年にプロトタイプ1輌がČKD社に発注されたが、開発は遅々として進まず、1932年11月にようやく引き渡された。その評価は非常に高く、1933年4月19日に50輌の発注が行われた。最初の6輌は量産試作車（pre-production models）で、1933年9月30日までに納品される予定だった。次のロットの24輌の納期はその1年後で、最終ロットの20輌の納期は1935年7月30日であった。
しかし、ポルディ・クラドノ製鉄所から供給された装甲板の低品質問題（ひび割れ）で生産が遅れ、さらに大きな問題は、陸軍が、ČKDの提案した47 mm ヴィッカース 44/60砲と2挺のZB vz. 26重機関銃の組み合わせの兵装を拒否したために、希望する兵装構成の設計作業が行われないまま、契約が締結されたことで、ČKDが設計を確定したのは1933年12月であり、最初の6輌の試作車は、1対のZB vz. 26重機関銃のみを装備して、1934年4月23日に引き渡された。最終ロットは1936年1月14日に引き渡された。
しかし、6輌の試作車は兵装をアップグレードし、最新の基準に近代化するために、工場に戻す必要があった。最後の1輌は1936年8月17日に引き渡された。
当初（設計時）、LT vz. 34の車体前面15 mmの装甲厚は、75メートル以上の距離から発射された7.92 mm徹甲弾に耐えるのに十分であるとみなされていたが、（完成後）すぐに不十分であるとわかり、LT vz. 34を速やかに置き換えるために、LT vz. 35が開発された。
1937年からLT vz. 35に置き換えられるまで、3個装甲連隊が、それぞれ9輌から24輌のLT vz. 34を受領した。
1938年10月のミュンヘン協定後、陸軍はこれらのLT vz. 34を売却しようとしたが、買い手は見つからなかった。1938年11月、スロバキアの第3装甲連隊に全車両を集中させることを決定したが、1939年3月の、ドイツ軍によるチェコスロバキア占領とスロバキア独立宣言までに譲渡されたのは18輌のみであった。
1939年3月にドイツ軍がボヘミア＝モラヴィアを占領した際に、プロトタイプを含む22輌のLT vz. 34を鹵獲したが、使用された記録がないため、すぐにスクラップにされたと思われる。
同時期に、スロバキアはチェコスロバキアからの独立を宣言し、残りの27輌（チェコ人がカルパト＝ウクライナからフメンネとプレショフに疎開させた9輌のLT vz. 34を含む）のLT vz. 34を押収した。スロバキア軍では、1944年9月のスロバキア民族蜂起の際にのみ戦闘が行われた。
スロバキアの27輌のLT vz. 34は、スロバキア軍が1939年半ばに編成した装甲大隊「マルティン」の1個中隊を構成し、後に装甲連隊に拡大されたが、スロバキアが1941年にドイツからより近代的な戦車を受け取るようになると、訓練任務に追いやられた。
1944年9月のスロバキア民族蜂起の際に、反乱軍が10輌のLT vz. 34を放棄した後、それらはすぐにドイツ軍に鹵獲された。（他の戦車はズヴォレンへの進入路に潜伏していた。）鹵獲車両は修理のためシュコダ工場に送られたが、状態が悪く陳腐化していたため、地元の軍代表がスクラップを命じた。武装親衛隊（ヴァッフェンSS）は、ナチスの傀儡国家クロアチアにそれらを譲渡する予定だったため、この命令を覆そうとした。2輌は屑鉄置き場から救い出されたが、他の2輌は1945年3月までに砲塔が引き揚げられ、2挺の重機関銃で再武装され、固定要塞に配備された。
ハンガリーは1939年3月15日、カルパト＝ウクライナを征服した際、LT vz. 34を1輌鹵獲した。感銘を受けたハンガリー側はシュコダ社に修理の見積もりを依頼した。ハンガリー側はその価格を受け入れなかったが、1940年8月にハンガリー側がT-21 試作中戦車の製造ライセンスを購入すると、シュコダ社は無償で修理した。この戦車は1941年3月にハンガリーに返還され、1943年まで訓練に使用された。